# Burgberg Battenberg
Burgberg Battenberg este o arie protejată (arie specială de conservare — SAC, sit de importanță comunitară — SCI) din Germania întinsă pe o suprafață de 27,81 ha, integral pe uscat.

## Localizare
Centrul sitului Burgberg Battenberg este situat la coordonatele 51°01′04″N 8°38′19″E / 51.0178°N 8.6386°E.

## Înființare
Situl Burgberg Battenberg a fost declarat sit de importanță comunitară în noiembrie 2004 pentru a proteja 3 specii de animale. Situl a fost protejat și ca arie specială de conservare în martie 2008.

## Biodiversitate
Situată în ecoregiunea continentală, aria protejată conține 2 habitate naturale: Grohotișuri silicioase medio-europene, la altitudine înaltă, Roci stâncoase cu vegetație pionieră de Sedo-Scleranthion sau Sedo albi-Veronicion dillenii.
La baza desemnării sitului se află mai multe specii protejate:
- păsări (1): ciocănitoarea de stejar (Dendrocopos medius)
- mamifere (1): liliac comun (Myotis myotis)
- nevertebrate (1): rădașcă (Lucanus cervus)

Pe lângă speciile protejate, pe teritoriul sitului au mai fost identificate 3 specii de plante, 3 specii de mamifere.